# Панковка
Панковка (на руски: Панковка) е селище от градски тип в Русия, разположено в Новгородски район, Новгородска област. Населението му към 1 януари 2018 година е 9591 души.